# Batalla de Quebec (1775)
La batalla de Quebec ocurrió el 31 de diciembre de 1775 durante la Guerra de Independencia de los Estados Unidos. En ella las fuerzas de las 13 colonias al mando del general Richard Montgomery y del coronel Benedict Arnold intentaron capturar la ciudad de Quebec ocupada por los británicos y con ella ganar apoyo para la causa estadounidense en Canadá. El ataque falló y el esfuerzo le costó la vida a Montgomery y causó que Arnold cayese herido. 
La batalla de Quebec fue la primera gran derrota de la Guerra Revolucionaria para los estadounidenses. También fue la primera vez en la que Daniel Morgan tomó el mando, cuando Arnold cayó herido.

## Preludio
En septiembre de 1775, con la autorización del Segundo Congreso Continental, dos expediciones de tropas estadounidenses iniciaron un avance hacia la provincia de Quebec. El general Richard Montgomery y sus fuerzas avanzaron por el lago Champlain y capturaron con éxito Montreal el 13 de noviembre antes de dirigirse a la ciudad de Quebec. La otra expedición bajo el coronel Benedict Arnold se fue a través del desierto del actual Maine, acercándose directamente a la ciudad. A mediados de noviembre, Arnold llegó a las Llanuras de Abraham en las afueras de la ciudad de Quebec. Solicitó la rendición de la ciudad, pero fue rechazado. Al decidir que no tenía suficientes recursos para luchar, Arnold se vio obligado a esperar a que las fuerzas de Montgomery se unieran a él con sus tropas y suministros antes de atacar.
Finalmente, el 2 de diciembre de 1775, Montgomery llegó a las inmediaciones de la ciudad. Llegó con 350 hombres habiendo dejado el resto en Montreal. Entonces Arnold y sus hombres juntaron en las afueras de Quebec y exigieron la rendición de la ciudad. El general Guy Carleton, gobernador de la provincia de Quebec, rechazó su demanda.

## La batalla
Después de ello Montgomery y Arnold decidieron esperar a una tormenta de nieve para atacar de forma sorpresa a la ciudad. Esa tormenta llegó el 30 de diciembre del mismo año. Entonces acordaron que Montgomery iba a atacar desde el sur mientras que Arnold iba a atacar al mismo tiempo desde el norte a las 4 de la mañana del 31 de diciembre. Cuando llegó esa hora, las fuerzas estadounidenses avanzaron sobre Quebec al amparo de esa tormenta. Sin embargo, los defensores británicos bajo el mando de Carleton estaban listos, porque un desertor americano informó antes al general sobre el plan de ataque.
Por ello, cuando las fuerzas de Montgomery se acercaron desde el sur a la ciudad fortificada, los británicos bajo Allan McLean abrieron fuego con una andada de artillería y fuego de mosquete. Montgomery murió en el primer asalto y, después de varios intentos más de penetrar las defensas de Quebec, sus hombres se vieron obligados a retirarse.
Mientras tanto, la división de Arnold sufrió un destino similar durante su ataque simultáneo al muro norte de la ciudad. Una batería de dos cañones abrió fuego contra los estadounidenses que avanzaban, matando a varios soldados e hiriendo a Arnold en la pierna. Entonces el capitán Daniel Morgan asumió el mando y avanzó contra los defensores tomando las fortificaciones para luego encontrar una segunda línea de fortificaciones, aunque sin defensores. Aun así quiso avanzar, pero, presionado por los demás oficiales, tuvo que detenerse allí para esperar refuerzos a pesar de que quería avanzar por temor a que los ingleses se aprovechasen para reorganizarse detrás de ella. 
De esa manera, para cuando finalmente llegó el resto del ejército de Arnold, refuerzos británicos bajo McLean ya habían llegado y conseguido reorganizar allí la defensa gracias a ello, lo que obligó a los continentales a suspender su ataque y enfrentarse luego a un contraataque inglés dirigido por él. El ataque de ambos lados consiguió retomar la primera línea de fortificaciones, tras lo cual atacaron a las tropas de Morgan que todavía estaban entre la primera y la segunda línea y que ahora estaban cercadas. A las 10 de la tarde las tropas de Morgan tuvieron por ello que rendirse, incluido Morgan. La rendición significó también el fin de la batalla.

## Consecuencias

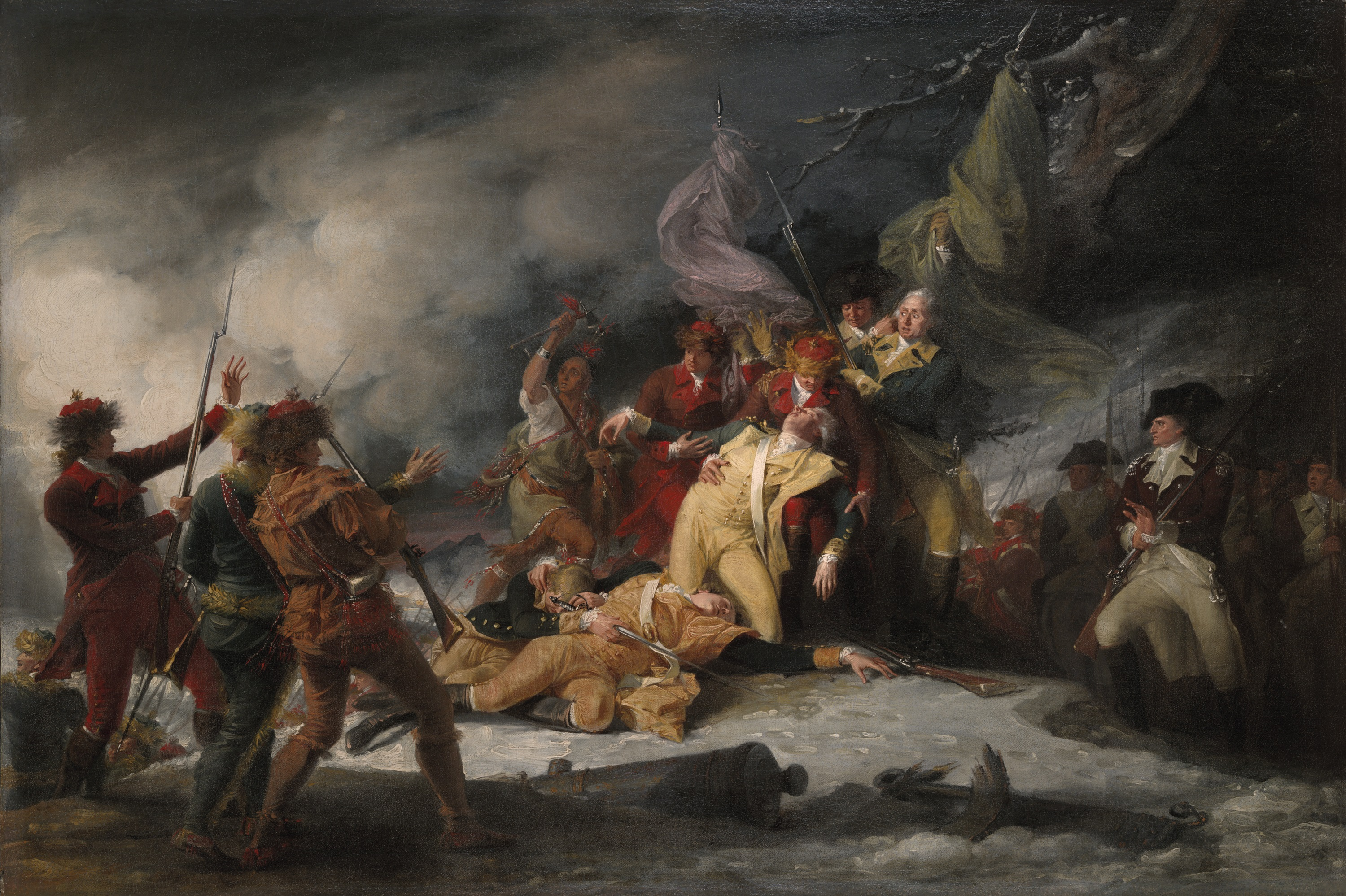
Cuadro representando la muerte del general Richard Montgomery durante la batalla.

Después de la derrota en Quebec, los estadounidenses, ahora bajo el mando de Arnold, maltratados y enfermos, permanecieron fuera de la ciudad con la ayuda de suministros y refuerzos adicionales, llevando a cabo un asedio ineficaz. Ese asedio finalmente terminó con la llegada de una flota británica con 10.000 soldados a Quebec en mayo de 1776, que obligó a los americanos a retirarse del área.
El fracaso de la toma de Quebec también significó el fin de la campaña americana de tomar Canadá.